# Simpsonville (Kentucky)
Simpsonville è un comune degli Stati Uniti d'America, situato nello Stato del Kentucky, nella contea di Shelby.